# Rezerwat przyrody Wysokie Bagno
Rezerwat przyrody Wysokie Bagno – rezerwat przyrody położony na terenie gminy Białowieża w województwie podlaskim. Został utworzony w 1979 roku na powierzchni 78,54 ha (według danych z zarządzającego rezerwatem Nadleśnictwa Białowieża, zajmuje obecnie 77,92 ha). Przedmiotem ochrony rezerwatowej jest fragment Puszczy Białowieskiej obejmujący rozległe torfowisko porośnięte naturalnym borem świerkowym oraz fragment zatorfionej doliny rzeki Narewki ze stanowiskiem bobrów.

Torfowisko na brzegu Narewki

Większą część rezerwatu zajmuje borealny bór świerkowy torfowcowy z bogactwem mszaków. Na północnym skraju i we wschodniej części rezerwatu występują niewielkie płaty olsu i łęgu jesionowo-olszowego. Ponadto występuje tu niewielki płat boru mieszanego świerkowo-trzcinnikowego oraz bagienne łąki turzycowe. Z roślin chronionych występują: listera sercowata, storczyk męski, widłak jałowcowaty i wawrzynek wilczełyko.
Teren rezerwatu przecina ścieżka edukacyjna „Krajobrazy Puszczy”, której trasa rozpoczyna się przy siedzibie Nadleśnictwa Białowieża w Białowieży, a kończy przy Ośrodku Edukacji Leśnej „Jagiellońskie”.